# Alejandra Ley
Joanna Alejandra Ley Cerda (Tehuacán, Puebla, 20 de diciembre de 1984) conocida como Ale Ley, es una actriz, standupera y cantante mexicana. 
Ha participado en diferentes programas televisivos para las 2 cadenas principales de México Televisa y TV Azteca. 
Tiene una hija llamada María Fernanda Ley.

## BIografía
Alejandra Ley nació en la ciudad de Tehuacán, Puebla el 20 de diciembre de 1984, debutó en televisión en la telenovela infantil de Televisa Carrusel de las Américas, en 1992 donde se dio a conocer con el personaje de Carola Rueda.
En 1994 aparece en la telenovela Marimar como Lupita, protagonizada por Thalía y Eduardo Capetillo.
Hasta el año 2001, tras 7 años de ausencia reaparece en televisión, en la telenovela de estilo juvenil de TV Azteca Como en el cine, con el papel de Lola Castillo. A la par también participa en la telenovela Por ti, de la misma cadena, en el año 2002.
En 2004 aparece en la telenovela Los Sánchez donde dio vida a Hilda Sánchez, dicha historia termina en 2006, año donde participa en el concurso de canto Desafío de estrellas, en el que ingresó junto a otros cantantes como José Joel y Aranza, ese mismo año se convierte en madre.
En 2008 aparece en Cachito de mi corazón y se integra al programa de nota periodística Nocturninos, presentado por Horacio Villalobos.
Años después, en 2013 participa en las telenovelas Prohibido amar y Siempre tuya Acapulco. También aparece en el programa de imitación Soy tu doble en 2014.
En 2017 se integra al elenco de la telenovela cómica 3 familias. En 2018 incursiona en el Stand up.
En 2020 regresa a Televisa para los seriados Vencer el pasado, Si nos dejan y Eternamente amándonos.

## Filmografía

### Televisión
| Año        | Título                          | Personaje                               |
| ---------- | ------------------------------- | --------------------------------------- |
| 1992       | Carrusel de las Américas        | Carola Rueda                            |
| 1994       | Marimar                         | Lupita                                  |
| 2001-2002  | Como en el cine                 | Lola Castillo                           |
| 2002       | Por ti                          | Gloria                                  |
| 2004-2006  | Los Sánchez                     | Hilda Sánchez                           |
| 2006       | Desafío de estrellas            | Ella misma, participante                |
| 2008       | Cachito de mi corazón           | Dulce                                   |
| 2008-2012  | Nocturninos                     | Colaboradora, ella misma                |
| 2009       | Lo que callamos las mujeres     | Ep. «Mi familia se transforma»; Maestra |
| 2010, 2019 | Farándula 40                    | Colaboradora invitada                   |
| 2013       | Prohibido amar                  | Maclovia                                |
| 2013-2014  | Siempre tuya Acapulco           | Citlalli Chimalpopca Hernández          |
| 2014       | Soy tu doble                    | Participante                            |
| 2015       | Ellas arriba                    | Presentadora                            |
| 2016       | Un día cualquiera               | Ep. «Baja autoestima»; Elvira           |
| 2017       | Enamorándonos                   | Colaboradora                            |
| 2017-2018  | 3 familias                      | Zoila Ley                               |
| 2018-2019  | La Ley y el desorden            | Ella misma                              |
| 2019       | Bar Central                     | Ella misma                              |
| 2019       | Se rentan cuartos               | Megan                                   |
| 2019       | Doña Flor y sus dos maridos     | Micaela Navarro                         |
| 2020       | ¡Que chulada!                   | Presentadora                            |
| 2020       | Vencer el pasado                | Yolanda                                 |
| 2021       | El minuto que cambió mi destino | Invitada, entrevista biográfica         |
| 2021       | Si nos dejan                    | Mesera                                  |
| 2023       | Eternamente amándonos           | Felipa Contreras                        |
| 2025       | Yo no soy Mendoza               |                                         |